# Fanes (mitologia)
Fanes (en grec antic: Φάνης), amb el sobrenom de Protògon (Πρωτογόνος, «nascut en primer lloc»), era la deïtat primigènia responsable de la procreació i de la nova vida generada, el qual fou introduït en la mitologia grega mitjançant l'orfisme. Altres noms amb què és esmentat aquest concepte de divinitat són: Ericepeu o Ericapeu (Ἠρικεπαῖος o Ἠρικαπαῖος, «poder») i Metis («ment»). A diferència de la majoria dels déus grecs, no tenia forma humana i se l'associava amb l'origen de la llum.

## Llegendes mitològiques
En les llegendes mitològiques, Fanes és sovint equiparat amb Eros i Mitras pel que fa al seu origen sorgint d'un ou còsmic protegit per una serp. Se'l descriu amb un casc amb ales daurades. La cosmogonia òrfica sobre Fanes és força diferent dels llinatges de déus relacionats amb la creació presentats per Homer i Hesíode. Això ha fet pensar a alguns acadèmics que es podria tractar d'un concepte importat d'Àsia. El Temps (o Eó, anomenat αἰών, Aión), va crear un ou de plata que contenia l'univers; d'aquest ou, en va sorgir el primigeni Fanes. En algunes versions, Fanes s'identifica amb Dionís o se'l confon amb un tebà de nom Fanes que va introduir el culte a Dionís.
Fanes estava format per una dualitat: era alhora mascle i femella; en certa manera representava la unió de contraris, una idea que es pot trobar en diversos filòsofs grecs de l'antiguitat, per exemple en Anaximandre de Milet. Aquest filòsof va proposar que de la unió de contraris sorgia el principi creador, l'apíron.
La paraula Fanes significava també «brillar» i «donar llum»; era el primer nascut, que aportava la llum procedent del no-res fent possible la creació de l'univers. Un procés creador semblant es pot trobar al Gènesi de la Bíblia.
Per relacionar-lo amb altres déus no òrfics, es diu que a l'ou estava lligat Cronos (el déu Temps) i Anance (la Necessitat, Inevitabilitat), o Nix (l'ocell negre que amb el seu aleteig formava la nit). Fanes es va unir amb Nix, la qual li va posar el sobrenom de Protògon. Ella va crear les hores nocturnes i ell les diürnes. Amb la decisió d'unir-se a Nix (torna a estar present el concepte de la unió de contraris), va sorgir el mètode de creació per mescla: les hores de penombra al començament i al final del dia. Fanes va esdevenir déu governant i, abans de desaparèixer, passava el seu ceptre a Nix. Seguint la tradició òrfica, aquest ceptre va ser el que va traspassar al seu fill Urà, el qual el va passar a Cronos i aquest a Zeus. Com es pot veure, d'un concepte inicial en què Fanes era una entitat immaterial, es va passar a personificar-lo i atribuir-li els conceptes humans de matrimoni i de governant.
La principal font d'informació sobre Fanes és la Teogonia de Protògon, obra que es coneix mitjançant el papir de Derveni i també per referències fetes per Empèdocles i Píndar.